# Tillandsia dasyliriifolia
Tillandsia dasyliriifolia är en gräsväxtart som beskrevs av John Gilbert Baker. Tillandsia dasyliriifolia ingår i släktet Tillandsia och familjen Bromeliaceae. Inga underarter finns listade i Catalogue of Life.